# Zavodskoj

Zavodskoj (ryska Заводской) är en ort i Nordossetien i Ryssland. Invånarantalet uppgick till 16 717 i början av 2013. Orten ingår i staden Vladikavkaz administrativa område.